# Aggressive
Aggressive es el segundo álbum de estudio de la banda estadounidense de hardcore punk Beartooth. Fue lanzado por Red Bull Records el 3 de junio de 2016 y fue producido por el vocalista de dicha banda Caleb Shomo.

## Lista de canciones
| N.º | Título                     | Duración |  |
| 1.  | «Aggressive»               | 4:08     |  |
| 2.  | «Hated»                    | 3:31     |  |
| 3.  | «Loser»                    | 3:59     |  |
| 4.  | «Fair Weather Friend»      | 3:24     |  |
| 5.  | «Burnout»                  | 3:04     |  |
| 6.  | «Sick of Me»               | 3:15     |  |
| 7.  | «Censored»                 | 3:36     |  |
| 8.  | «Always Dead»              | 2:18     |  |
| 9.  | «However You Want It Said» | 3:17     |  |
| 10. | «Find a Way»               | 3:28     |  |
| 11. | «Rock Is Dead»             | 3:44     |  |
| 12. | «King of Anything»         | 2:11     |  |

## Posicionamiento en lista
| Lista (2016)                       | Posiciones |
| ---------------------------------- | ---------- |
| Australia (ARIA)                   | 18         |
| Austria (Ö3 Austria)               | 41         |
| Bélgica (Ultratop flamenca)        | 108        |
| Canadá (Billboard Canadian Albums) | 28         |
| Alemania (Offizielle Top 100)      | 80         |
| Suiza (Schweizer Hitparade)        | 57         |
| Reino Unido (UK Albums Chart)      | 35         |
| Estados Unidos (Billboard 200)     | 25         |